# Hishimonus alstoni
Hishimonus alstoni är en insektsart som beskrevs av Knight 1970. Hishimonus alstoni ingår i släktet Hishimonus och familjen dvärgstritar. Inga underarter finns listade i Catalogue of Life.